# بيني تومسون (طيارة)
بيني تومسون (بالإنجليزية: Penny Thompson)‏ هي طيارة أمريكية، ولدت في 17 أكتوبر 1917 في سيلفانيا في الولايات المتحدة، وتوفيت في 22 سبتمبر 1975 في ميامي في الولايات المتحدة.